# Rob Peeters
Rob Peeters (ur. 2 lipca 1985 w Geel) – belgijski kolarz przełajowy i szosowy, srebrny medalista mistrzostw świata.

## Kariera
Największy sukces w karierze Rob Peeters osiągnął w 2012 roku, kiedy zdobył srebrny medal w kategorii elite podczas mistrzostw świata w Koksijde. W zawodach tych wyprzedził go jedynie jego rodak, Niels Albert, a trzecie miejsce zajął kolejny Belg, Kevin Pauwels. Jest to jedyny medal wywalczony przez niego na międzynarodowej imprezie tej rangi. Był także ósmy na rozgrywanych pięć lat wcześniej mistrzostwach świata w Hooglede. Kilkakrotnie zdobywał medale mistrzostw kraju, ale nigdy nie zwyciężył. Najlepsze wyniki w Pucharze Świata w kolarstwie przełajowym osiągał w sezonie 2010/2011, kiedy był dziewiętnasty w klasyfikacji generalnej. Brał też udział w wyścigach szosowych, jednak bez większych sukcesów.